# Triaenops
Triaenops é um gênero de morcegos da família Hipposideridae.

## Espécies
Quatro espécies são atualmente reconhecidas. O nome Triaenops rufus era reconhecido como pertencente a uma espécie distinta, entretano, num estudo recente (2009), foi considero como um sinônimo do T. persicus, sendo proposto um novo nome, T. menamena, para repor a espécie. Três espécies, previamente inseridas neste gênero, foram reclassificadas no gênero Paratriaenops.
- Triaenops afer Peters, 1876
- Triaenops menamena Goodman & Ranivo, 2009
- Triaenops parvus Benda & Vallo, 2009
- Triaenops persicus Dobson, 1871